# Bütow
Bütow település Németországban, Mecklenburg-Elő-Pomeránia tartományban. Lakosainak száma 473 fő (2023. december 31.).

## Népesség
A település népességének változása:
| Lakosok száma | 473  | 452  | 461  | 479  | 473  |
|               | 2017 | 2019 | 2021 | 2022 | 2023 |